# アイデンティティ (サカナクションの曲)
「アイデンティティ」は、サカナクションの3枚目のシングル。

## 概要
初回限定盤はライブDVD、日本武道館公演の先行抽選予約申込みのシリアルナンバー付き。さらにメンバーオリジナルフォトが収録されたCD EXTRA仕様になっている。
山口一郎は、1曲目のアイデンティティが「皮」、2曲目のホーリーダンスが「実」、3曲目のYES NO（AOKI takamasa remix）が「種」であると述べている。
「アイデンティティ」のサビの部分のメロディーが、プロ野球・千葉ロッテマリーンズにかつて在籍していたジョシュ・ホワイトセルの応援歌に使用されていた。その後、同じく千葉ロッテマリーンズに在籍したレオネス・マーティンの応援歌としても歌詞を変更の上使用された。
テレビなどでは、日本テレビ系「ナカイの窓」やフジテレビ系「おじゃマップ」でこの曲が使われている。
またTOKYO FM/JFN系のラジオ番組、「SCHOOL OF LOCK!」で行われた「サカナクションと合唱ライオット」でこの曲の合唱バージョンが公募され採用された学校の合唱部のグループに歌われた 。

## 収録曲
全作詞・作曲：山口一郎
1. アイデンティティ
  - 編曲：サカナクション
2. ホーリーダンス
  - 編曲：サカナクション
3. YES NO（AOKI takamasa remix）
  - リミキサー：AOKI takamasa

### 初回限定盤DVD
SAKANAQUARIUM 2010“kikUUiki”　-5.15.新木場STUDIO COAST-
1. 21.1
2. 明日から
3. Klee
4. Paradise of Sunny
5. アルクアラウンド

## タイアップ
アイデンティティ
東進 「340万人の高校生へ」篇 CMソング
アーケードゲーム「jubeat copious」収録曲
映画「ジャッジ!」主題歌

## 解禁日と発売日一覧
| 国・地域 | 発売/発信元                       | 発売日/解禁日 | 規格                                                  | 規格品番/リクエストナンバー        |
| -------- | --------------------------------- | ------------- | ----------------------------------------------------- | ---------------------------------- |
| 日本     | JFN・TOKYO FM 『SCHOOL OF LOCK!』 | 2010年6月30日 | ラジオ・プレミア                                      | N/A                                |
| 日本     | ビクターエンタテインメント        | 2010年7月10日 | ミュージック・ビデオ                                  | N/A                                |
| 日本     | ビクターエンタテインメント        | 2010年8月4日  | マキシシングル - CD+DVD - CD - デジタル・ダウンロード | - VIZL–386 - VIBY–521 - VICL-36603 |
| 日本     | LIVE DAM                          | 2010年8月4日  | カラオケ                                              | 5448-52                            |
| 世界     | ビクターエンタテインメント        | 2010年8月4日  | デジタル・ダウンロード                                | N/A                                |
| 日本     | ビクターエンタテインメント        | 2010年8月21日 | レンタルCD                                            | VICL-36603                         |

## カバー
- Goose house - CDとしては収録されていないが、MVが作られている[4]。
- 橋本環奈 - 自身が主演した映画『セーラー服と機関銃 -卒業-』の公開直前イベントに登壇した際、ミニライブのアンコールで歌唱した[5]。